# Lexa (Arkansas)
Lexa es un pueblo ubicado en el condado de Phillips en el estado estadounidense de Arkansas. En el Censo de 2010 tenía una población de 286 habitantes y una densidad poblacional de 288,32 personas por km².

## Geografía
Lexa se encuentra ubicado en las coordenadas 34°35′55″N 90°45′8″O / 34.59861, -90.75222. Según la Oficina del Censo de los Estados Unidos, Lexa tiene una superficie total de 0.99 km², de la cual 0.99 km² corresponden a tierra firme y (0%) 0 km² es agua.

## Demografía
Según el censo de 2010, había 286 personas residiendo en Lexa. La densidad de población era de 288,32 hab./km². De los 286 habitantes, Lexa estaba compuesto por el 71.33% blancos, el 26.92% eran afroamericanos, el 0% eran amerindios, el 0% eran asiáticos, el 0% eran isleños del Pacífico, el 0.7% eran de otras razas y el 1.05% pertenecían a dos o más razas. Del total de la población el 2.45% eran hispanos o latinos de cualquier raza.